# 1443
Il 1443 (MCDXLIII in numeri romani) è un anno  del XV secolo.

## Eventi
- Termina il Concilio di Firenze che sancisce l'unificazione, solo formale, della Chiesa latina e di quella bizantina.
- Donatello si trasferisce a Padova: il suo soggiorno nella città universitaria segnò il vero inizio del Rinascimento per tutta l'Italia settentrionale.
- Papa Eugenio IV invita ad una nuova crociata contro i Turchi di Murad II.

## Nati
- 27 gennaio - Alberto III di Sassonia, nobile († 1500)
- 2 febbraio - Elisabetta di Baviera, principessa († 1484)
- 5 febbraio - Filippo II di Savoia, duca († 1497)
- 15 febbraio - Giovanni II Bentivoglio, nobile italiano († 1508)
- 17 febbraio - Rudolf Agricola, umanista olandese († 1485)
- 23 febbraio - Mattia Corvino, sovrano ungherese († 1490)
- 27 febbraio - Girolamo Riario, sovrano e politico italiano († 1488)
- 10 aprile - Ludovico Tornabuoni, politico e militare italiano († 1519)
- 17 maggio - Edmondo Plantageneto, conte di Rutland, nobile inglese († 1460)
- 31 maggio - Margaret Beaufort, contessa inglese († 1509)
- 3 novembre - Antonio Benivieni, medico italiano († 1502)
- 1º dicembre - Maddalena di Valois, principessa († 1495)
- 5 dicembre - Papa Giulio II, papa, vescovo cattolico e cardinale italiano († 1513)
- Alessio Agliardi, ingegnere e architetto italiano († 1526)
- Botanka Shōhaku, poeta giapponese († 1527)
- Diego de Deza, arcivescovo cattolico spagnolo († 1523)
- Demetrio Franco, presbitero e storico albanese († 1525)
- Thomas Howard, II duca di Norfolk, nobile inglese († 1524)
- Elisabetta Manfredi, nobildonna italiana († 1469)
- Francesco Maturanzio, umanista e letterato italiano († 1518)
- Paola Montaldi, religiosa italiana († 1514)
- Maddalena Panattieri, religiosa italiana († 1503)
- Riccardo Quartararo, pittore italiano († 1506)
- Luigi Rabatà, presbitero italiano († 1490)
- Francesco Salviati, arcivescovo cattolico italiano († 1478)
- Anne de Beauchamp, XV contessa di Warwick, nobile († 1448)

## Morti
- 11 gennaio - Étienne de Vignolles, generale francese (n. 1390)
- 16 gennaio - Gattamelata, condottiero italiano (n. 1370)
- 3 febbraio - Branda Castiglioni, cardinale, umanista e mecenate italiano (n. 1350)
- 20 febbraio - Guidantonio da Montefeltro, condottiero italiano (n. 1378)
- 14 marzo - Giovanni del Palatinato-Neumarkt, conte (n. 1383)
- 24 marzo - James Douglas, VII conte di Douglas, nobile scozzese (n. 1371)
- 12 aprile - Henry Chichele, vescovo e arcivescovo inglese
- 9 maggio - Niccolò Albergati, cardinale e vescovo cattolico italiano (n. 1373)
- 18 maggio - Fantino Valaresso, arcivescovo cattolico italiano
- 5 giugno - Ferdinando d'Aviz, principe portoghese (n. 1402)
- 11 luglio - Daniele Scoti, vescovo cattolico italiano (n. 1393)
- 15 luglio - Pietro Besozzi, giurista italiano
- 18 luglio - James Haldenston, religioso scozzese
- 1º agosto - Metrofane II di Costantinopoli, arcivescovo ortodosso bizantino
- 13 agosto - Nicodemo della Scala, vescovo cattolico tedesco
- 16 agosto - Ashikaga Yoshikatsu, militare giapponese (n. 1434)
- 14 settembre - Paolo Correr, politico italiano (n. 1380)
- 14 settembre - Jean de Malestroit, cardinale e vescovo cattolico francese (n. 1375)
- 18 settembre - Luigi di Lussemburgo, arcivescovo cattolico e cardinale francese
- 19 settembre - Ludovico Barbo, abate e vescovo cattolico italiano
- 20 ottobre - Giovanni di Ragusa, cardinale croato (n. 1395)
- 11 dicembre - John Cornwall, I barone Fanhope, militare e nobile britannico
- 14 dicembre - Iolanda d'Aragona, principessa (n. 1384)
- Giovanni Charlier, pittore italiano (n. 1380)
- Agostino Favaroni, arcivescovo cattolico italiano (n. 1360)
- Isabella di Urgell, nobile (n. 1409)
- Jelena Lazarević, principessa serba (n. 1366)
- Pietro Giampaolo Orsini, nobile e condottiero italiano
- Francesco Piccolpasso, arcivescovo cattolico italiano
- Lorenzo Ridolfi, giurista, politico e diplomatico italiano (n. 1362)
- Tvrtko II di Bosnia, bosniaco
- Stefano Ostojić
- Valerano di Saluzzo, nobile

## Calendario
| Calendario 1443 | Calendario 1443 | Calendario 1443 | Calendario 1443 | Calendario 1443 | Calendario 1443 | Calendario 1443 | Calendario 1443 | Calendario 1443 | Calendario 1443 | Calendario 1443 | Calendario 1443 | Calendario 1443 | Calendario 1443 | Calendario 1443 | Calendario 1443 | Calendario 1443 | Calendario 1443 | Calendario 1443 | Calendario 1443 | Calendario 1443 | Calendario 1443 | Calendario 1443 | Calendario 1443 | Calendario 1443 | Calendario 1443 | Calendario 1443 | Calendario 1443 | Calendario 1443 | Calendario 1443 | Calendario 1443 | Calendario 1443 | Calendario 1443 |
| --------------- | --------------- | --------------- | --------------- | --------------- | --------------- | --------------- | --------------- | --------------- | --------------- | --------------- | --------------- | --------------- | --------------- | --------------- | --------------- | --------------- | --------------- | --------------- | --------------- | --------------- | --------------- | --------------- | --------------- | --------------- | --------------- | --------------- | --------------- | --------------- | --------------- | --------------- | --------------- | --------------- |
|                 | 1               | 2               | 3               | 4               | 5               | 6               | 7               | 8               | 9               | 10              | 11              | 12              | 13              | 14              | 15              | 16              | 17              | 18              | 19              | 20              | 21              | 22              | 23              | 24              | 25              | 26              | 27              | 28              | 29              | 30              | 31              |                 |
| Gennaio         | Ma              | Me              | Gi              | Ve              | Sa              | Do              | Lu              | Ma              | Me              | Gi              | Ve              | Sa              | Do              | Lu              | Ma              | Me              | Gi              | Ve              | Sa              | Do              | Lu              | Ma              | Me              | Gi              | Ve              | Sa              | Do              | Lu              | Ma              | Me              | Gi              |                 |
| Febbraio        | Ve              | Sa              | Do              | Lu              | Ma              | Me              | Gi              | Ve              | Sa              | Do              | Lu              | Ma              | Me              | Gi              | Ve              | Sa              | Do              | Lu              | Ma              | Me              | Gi              | Ve              | Sa              | Do              | Lu              | Ma              | Me              | Gi              |                 |                 |                 |                 |
| Marzo           | Ve              | Sa              | Do              | Lu              | Ma              | Me              | Gi              | Ve              | Sa              | Do              | Lu              | Ma              | Me              | Gi              | Ve              | Sa              | Do              | Lu              | Ma              | Me              | Gi              | Ve              | Sa              | Do              | Lu              | Ma              | Me              | Gi              | Ve              | Sa              | Do              |                 |
| Aprile          | Lu              | Ma              | Me              | Gi              | Ve              | Sa              | Do              | Lu              | Ma              | Me              | Gi              | Ve              | Sa              | Do              | Lu              | Ma              | Me              | Gi              | Ve              | Sa              | Do              | Lu              | Ma              | Me              | Gi              | Ve              | Sa              | Do              | Lu              | Ma              |                 |                 |
| Maggio          | Me              | Gi              | Ve              | Sa              | Do              | Lu              | Ma              | Me              | Gi              | Ve              | Sa              | Do              | Lu              | Ma              | Me              | Gi              | Ve              | Sa              | Do              | Lu              | Ma              | Me              | Gi              | Ve              | Sa              | Do              | Lu              | Ma              | Me              | Gi              | Ve              |                 |
| Giugno          | Sa              | Do              | Lu              | Ma              | Me              | Gi              | Ve              | Sa              | Do              | Lu              | Ma              | Me              | Gi              | Ve              | Sa              | Do              | Lu              | Ma              | Me              | Gi              | Ve              | Sa              | Do              | Lu              | Ma              | Me              | Gi              | Ve              | Sa              | Do              |                 |                 |
| Luglio          | Lu              | Ma              | Me              | Gi              | Ve              | Sa              | Do              | Lu              | Ma              | Me              | Gi              | Ve              | Sa              | Do              | Lu              | Ma              | Me              | Gi              | Ve              | Sa              | Do              | Lu              | Ma              | Me              | Gi              | Ve              | Sa              | Do              | Lu              | Ma              | Me              |                 |
| Agosto          | Gi              | Ve              | Sa              | Do              | Lu              | Ma              | Me              | Gi              | Ve              | Sa              | Do              | Lu              | Ma              | Me              | Gi              | Ve              | Sa              | Do              | Lu              | Ma              | Me              | Gi              | Ve              | Sa              | Do              | Lu              | Ma              | Me              | Gi              | Ve              | Sa              |                 |
| Settembre       | Do              | Lu              | Ma              | Me              | Gi              | Ve              | Sa              | Do              | Lu              | Ma              | Me              | Gi              | Ve              | Sa              | Do              | Lu              | Ma              | Me              | Gi              | Ve              | Sa              | Do              | Lu              | Ma              | Me              | Gi              | Ve              | Sa              | Do              | Lu              |                 |                 |
| Ottobre         | Ma              | Me              | Gi              | Ve              | Sa              | Do              | Lu              | Ma              | Me              | Gi              | Ve              | Sa              | Do              | Lu              | Ma              | Me              | Gi              | Ve              | Sa              | Do              | Lu              | Ma              | Me              | Gi              | Ve              | Sa              | Do              | Lu              | Ma              | Me              | Gi              |                 |
| Novembre        | Ve              | Sa              | Do              | Lu              | Ma              | Me              | Gi              | Ve              | Sa              | Do              | Lu              | Ma              | Me              | Gi              | Ve              | Sa              | Do              | Lu              | Ma              | Me              | Gi              | Ve              | Sa              | Do              | Lu              | Ma              | Me              | Gi              | Ve              | Sa              |                 |                 |
| Dicembre        | Do              | Lu              | Ma              | Me              | Gi              | Ve              | Sa              | Do              | Lu              | Ma              | Me              | Gi              | Ve              | Sa              | Do              | Lu              | Ma              | Me              | Gi              | Ve              | Sa              | Do              | Lu              | Ma              | Me              | Gi              | Ve              | Sa              | Do              | Lu              | Ma              |                 |